# Appeltern
Appeltern is een dorp en voormalige gemeente in het Land van Maas en Waal met 850 inwoners, behorend tot de gemeente West Maas en Waal in de Nederlandse provincie Gelderland. Het ligt aan de Maas, tussen Batenburg (gemeente Wijchen) en Maasbommel. Het dorp heeft een veerverbinding met het Noord-Brabantse Megen.

## Geschiedenis
Al meer dan 1000 jaar is de plek van de Heerlijkheid Appeltern aaneengesloten bewoond. Het oudste schriftelijke bewijs daarvan is te vinden in een pauselijke bul uit 1134 waarin het dorp Appeltern en het kasteel genoemd worden. Waarschijnlijk is de plek zelfs al veel langer bewoond, want vlak in de buurt zijn Romeinse munten gevonden en fragmenten van Romeins aardewerk en dakpannen. 
De gemeente Appeltern werd op 1 januari 1818 vergroot met de opgeheven gemeenten Alphen en Maasbommel. Appeltern werd op 1 januari 1984 opgeheven en bij de gemeente Wamel gevoegd. De naam van de fusiegemeente werd op 1 juli 1985 veranderd in West Maas en Waal.

## Bezienswaardigheden
Appeltern is vooral bekend vanwege zijn omvangrijke modeltuinencomplex Appeltern Adventure Gardens, dat jaarlijks circa 100.000 bezoekers krijgt.
Aan de oostkant van het dorp bevindt zich het stoomgemaal De Tuut, dat te bezichtigen is. Het is vervangen door het naastgelegen elektrisch gemaal Bloemers, dat de Nieuwe Wetering tegenwoordig bemaalt en daarmee het zuidoostelijke gedeelte van het Land van Maas en Waal tot en met de Nijmeegse wijken Lindenholt en Dukenburg en een gedeelte van Heumen droog houdt.
Van het Huis Appeltern, door Franse troepen verwoest in 1672, resteren een aanbouw en bijgebouwen. De bekendste bewoner was de patriot Joan Derk van der Capellen tot den Pol, tot leven gewekt in de roman Schaduwbeeld of Het geheim van Appeltern (1989) van Hella Haasse.
Aan de Maasdijk staat de neogotische St.Servatiuskerk, met een Heilig Hartbeeld (1930) van Jan Custers. Aan de veel onopvallender protestantse kerk ernaast zijn middeleeuwse elementen zichtbaar.
Appeltern ligt ook dicht hij het recreatiegebied De Gouden Ham waar campings, een hotel, stranden en jachthavens zijn.
Tot het dorp Appeltern wordt ook gerekend het gehucht de Blauwe Sluis, met het gelijknamige voormalige gemaal de Blauwe Sluis.

## Foto's

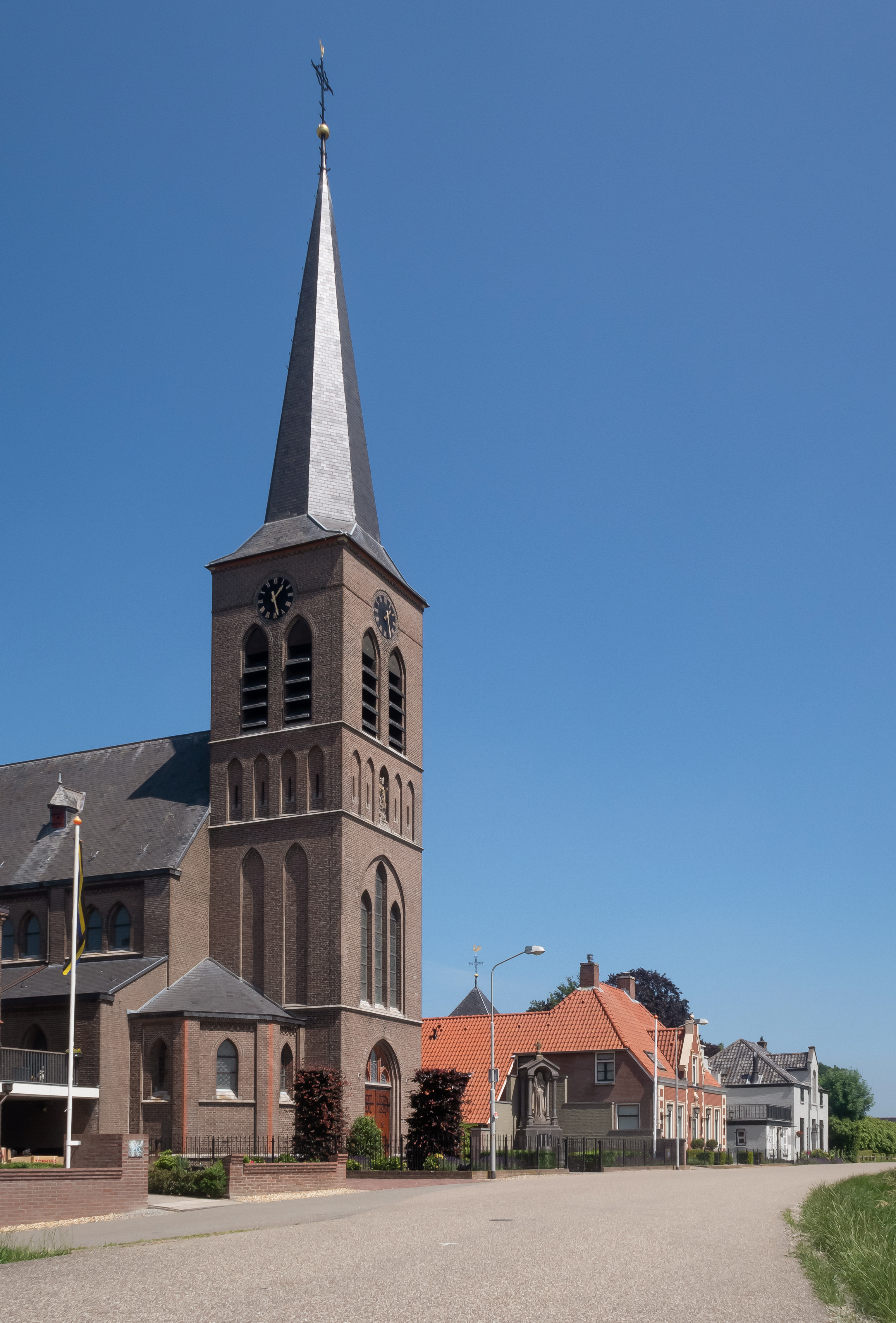
Appeltern, Sint Servatiuskerk
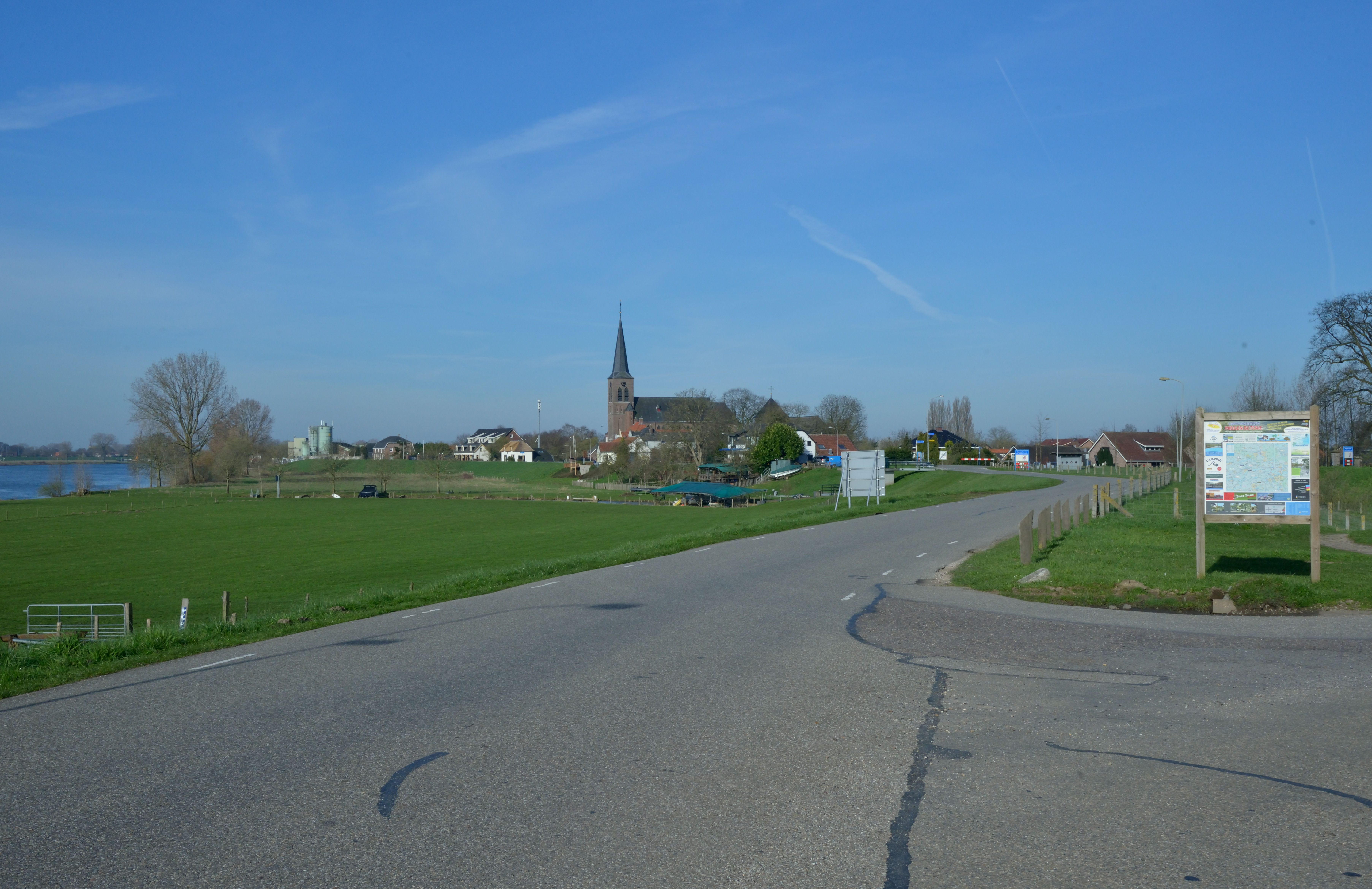
Appeltern gezien vanaf stoomgemaal De Tuut
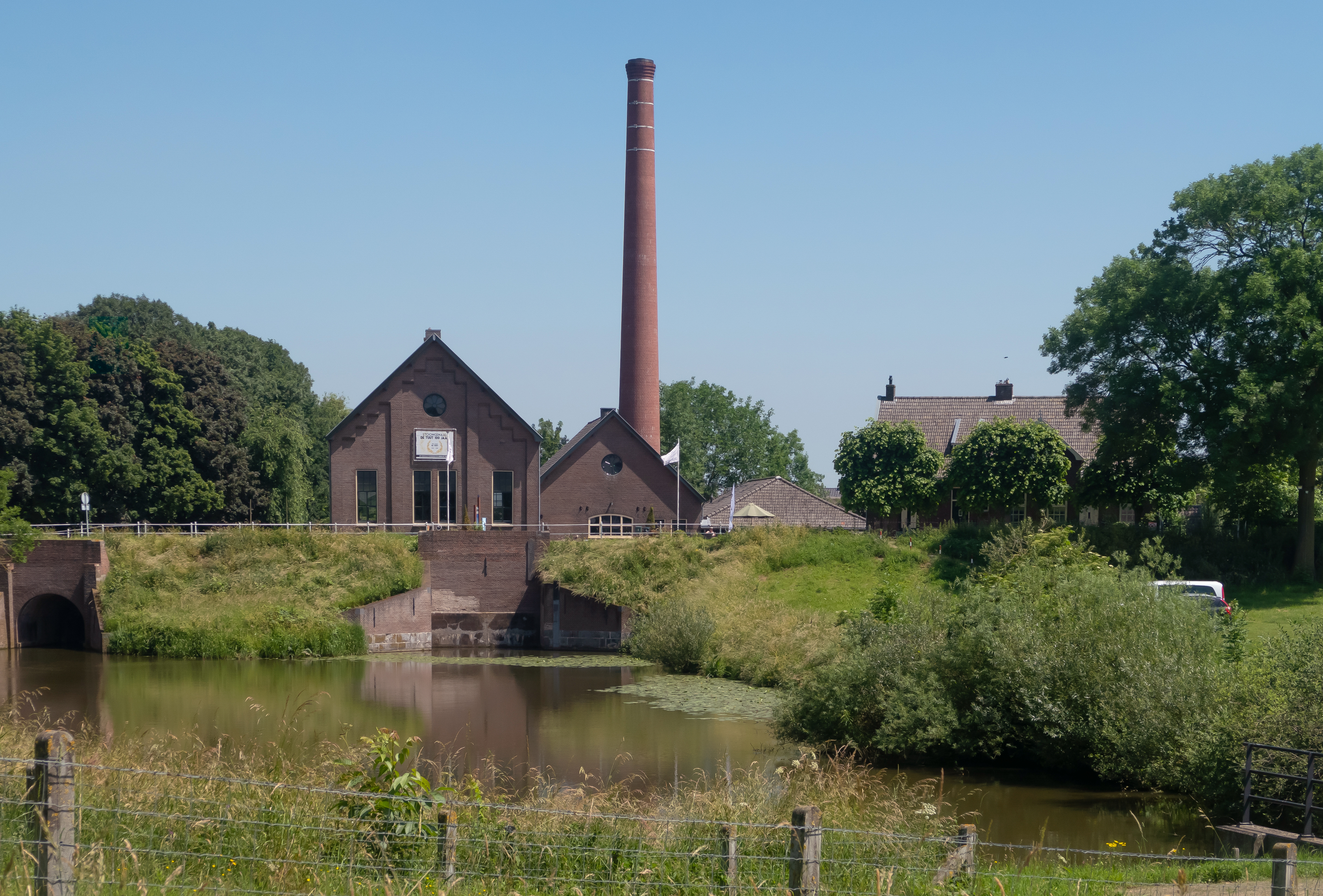
Appeltern, stoomgemaal de Tuut
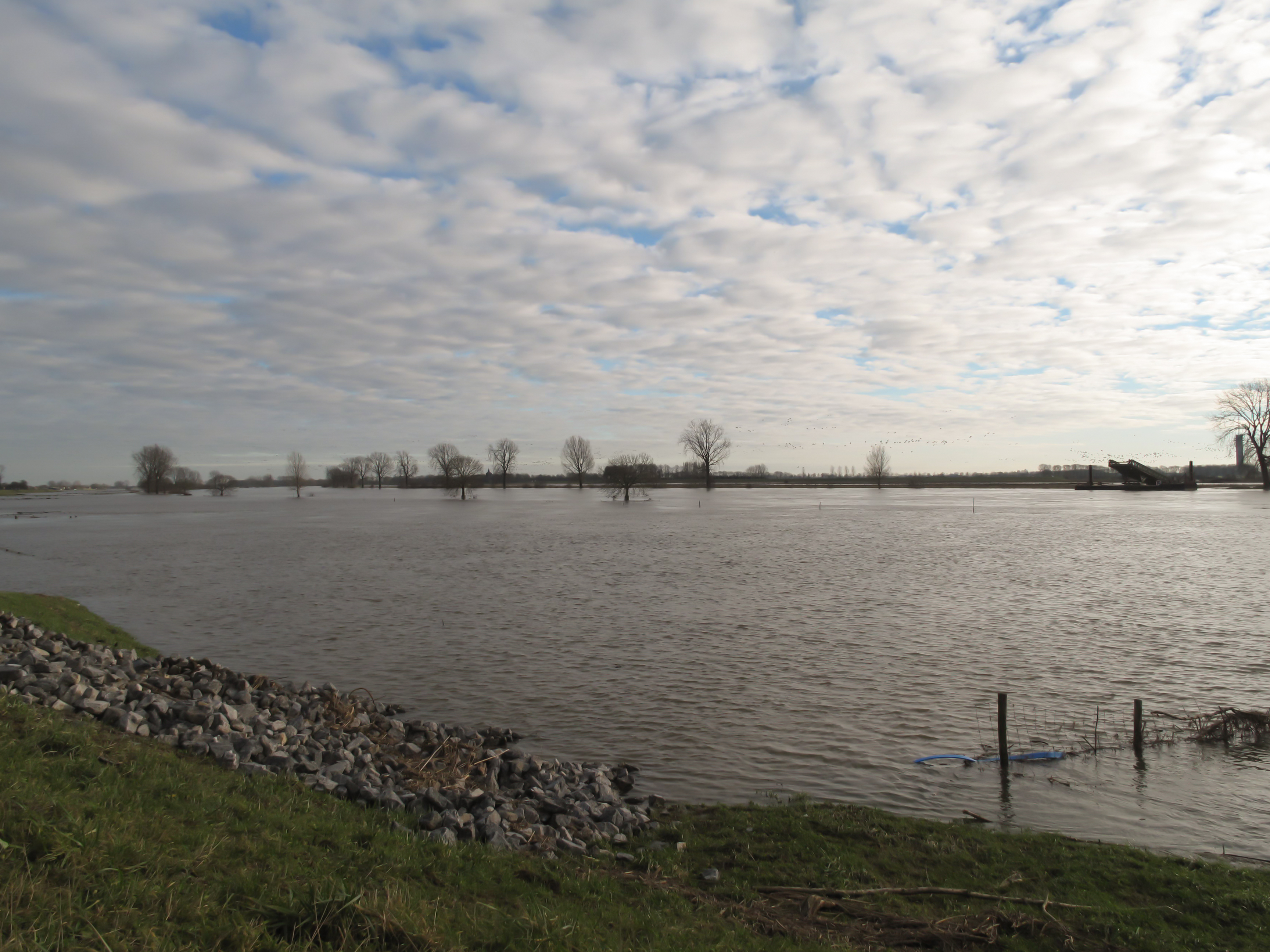
Appeltern, de Maas
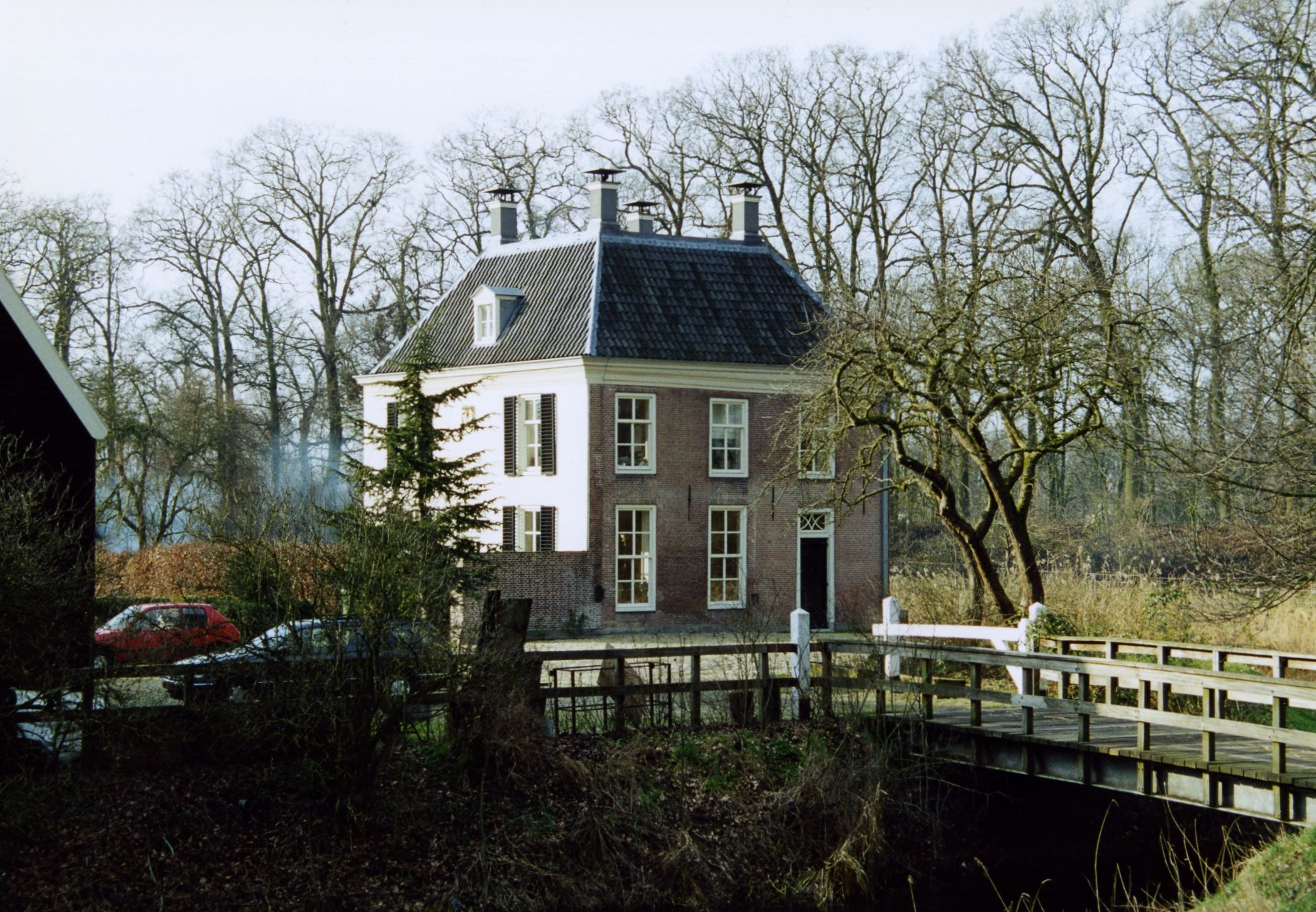
Huis Appeltern in 2010

## Geboren in Appeltern
- Jacob Hendrik van Rechteren van Appeltern (1787-1845), politicus
- Johan Derck van Rechteren van Ahnem (1799-1886), politicus
- Hendrikus Berkhof (1914-1995), predikant en theoloog
- Jan Meijs (1930-2025), burgemeester (KVP/CDA)